# Michael Steiner (Filmregisseur)
Michael Steiner (* 30. August 1969 in Hergiswil NW) ist ein Schweizer Filmemacher.

## Leben und Werk
Michael Steiner wuchs in Rapperswil SG auf. Seine Mutter war Lehrerin, sein Vater führte eine Drogerie. Nach der Matura begann er, Ethnologie, Kunstgeschichte und Filmwissenschaft an der Universität Zürich zu studieren, brach das Studium aber nach zwei Jahren ab.
1996 kam sein Road Movie Nacht der Gaukler ins Kino, den er ohne Förderungsgelder selbst finanziert hatte und der von Condor World Sales übernommen wurde. Danach realisierte er diverse Auftragsfilme und eine Werbespotserie für Condor Films in Zürich. Seinen grössten kommerziellen Erfolg hatte er bisher mit Mein Name ist Eugen, für den er 2006 den Schweizer Filmpreis (Kategorie Bester Spielfilm) erhielt. Grounding – Die letzten Tage der Swissair war einer der erfolgreichsten Filme in Schweizer Kinos 2006. Unter Steiners Regie wurde der Film Sennentuntschi in der Schweiz und in Tirol gedreht. Dieses Projekt kostete 5,5 Millionen Franken.
Im Juni 2009 wurde bekannt, dass Steiners Produktionsfirma Kontraproduktion Konkurs anmelden musste. Nach Finanzierungsschwierigkeiten – Steiners Produktionsgesellschaft ist mit 2,8 Millionen Franken verschuldet – sind mit der Constantin Film neue Geldgeber für Sennentuntschi gefunden worden. Dieser Film wurde zur Eröffnung des 6. Zurich Film Festivals vom 23. September 2010 uraufgeführt. Am 14. Oktober 2010 startete der Film in den Kinos.
2012 drehte Steiner für den Wirtschaftsverband Economiesuisse Grounding 2026, einen rund dreiminütigen, aufwändigen Werbespot gegen die Abzocker-Initiative. Der Kurzfilm zeigte die Schweiz des Jahres 2026 als kriegsgeschüttelten gescheiterten Staat als Folge der Annahme der Initiative. Der Spot wurde nie ausgestrahlt, da die Auftraggeber ihn für potenziell kontraproduktiv hielten. Die WOZ Die Wochenzeitung veröffentlichte das Storyboard im Internet.
Im Spätsommer 2017 drehte Steiner den Film Wolkenbruchs wunderliche Reise in die Arme einer Schickse nach dem gleichnamigen Bestseller des Schweizer Schriftstellers Thomas Meyer, der auch das Drehbuch dazu schrieb. Mit diesem Film knüpfte Steiner an die Erfolge seiner vorangehenden Filme an, Wolkenbruch war mit über 300 000 verkauften Eintritten der erfolgreichste Schweizerfilm des Jahrs 2018 und wurde 2019 von der Streaming-Plattform Netflix für eine weltweite Ausstrahlung erworben.
2020 drehte der Regisseur das Geiseldrama Und morgen seid ihr tot. Der Film basiert auf wahren Begebenheiten und dramatisiert das Schicksal von Daniela Widmer und David Och, einem Schweizer Paar, das 2011 in Pakistan entführt und achteinhalb Monate als Geiseln der Taliban gehalten wurde. Und morgen seid ihr tot eröffnete am 23. September 2021 das 17. Zurich Film Festival. Steiner ist der erste Regisseur, dem die Ehre zuteilwurde, dieses Festival zweimal zu eröffnen.
Mit vier Filmen in den Top 25 der meistbesuchten Deutschschweizer Kinospielfilme ist Michael Steiner, gemessen an den Box-Office-Zahlen, gegenwärtig der erfolgreichste Spielfilmregisseur der Schweiz.
Steiner ist verheiratet und hat aus früherer Beziehung zwei Kinder. Er lebt in Zürich.

## Filmografie
- 1991: Die schwebenden Häuser (Spielfilm)
- 1993: Descartes Spiel (Kurzfilm)
- 1996: Nacht der Gaukler (Spielfilm)
- 2000: Auf Herz und Nieren (Spielfilm)
- 2001: Spital in Angst (Spielfilm)
- 2002: Suite 705 (Kurzfilm)
- 2005: Mein Name ist Eugen (Spielfilm)
- 2006: Grounding – Die letzten Tage der Swissair (Spielfilm)
- 2010: Sennentuntschi (Spielfilm)
- 2012: Das Missen Massaker (Spielfilm)
- 2012: Grounding 2026 (politischer Kampagnenfilm, unveröffentlicht)
- 2018: Wolkenbruchs wunderliche Reise in die Arme einer Schickse  (Spielfilm)
- 2021: Und morgen seid ihr tot (Spielfilm über die Taliban Geiselhaft von Daniela Widmer und David Och in Pakistan)[10]
- 2022–2025: Die Beschatter (Fernsehserie, 10 Folgen)
- 2023: Early Birds